# Voer (rivier in Vlaams-Brabant)
De Voer is een riviertje in België dat in Leuven in de Dijle uitmondt. 
De beek ontspringt in het Zoniënwoud bij Tervuren. Het deelbekken van de Voer omvat nagenoeg heel het grondgebied van de gemeenten Tervuren en Bertem en het westelijke deel van Leuven. 

## Riviernaam
De Voer wordt voor het eerst vermeld als Fura in een handschrift uit 1222. Voer is een veel voorkomende naam voor beken en stromen; hij is verwant met varen en vaart. De gemeente Tervuren is naar de rivier genoemd: letterlijk betekent Tervuren ‘bij de Voer’. In de oudste handschriften wordt Tervuren doorgaans Fura ‘Voer’ of apud Furam ‘bij de Voer’ genoemd.

## Afbeeldingen

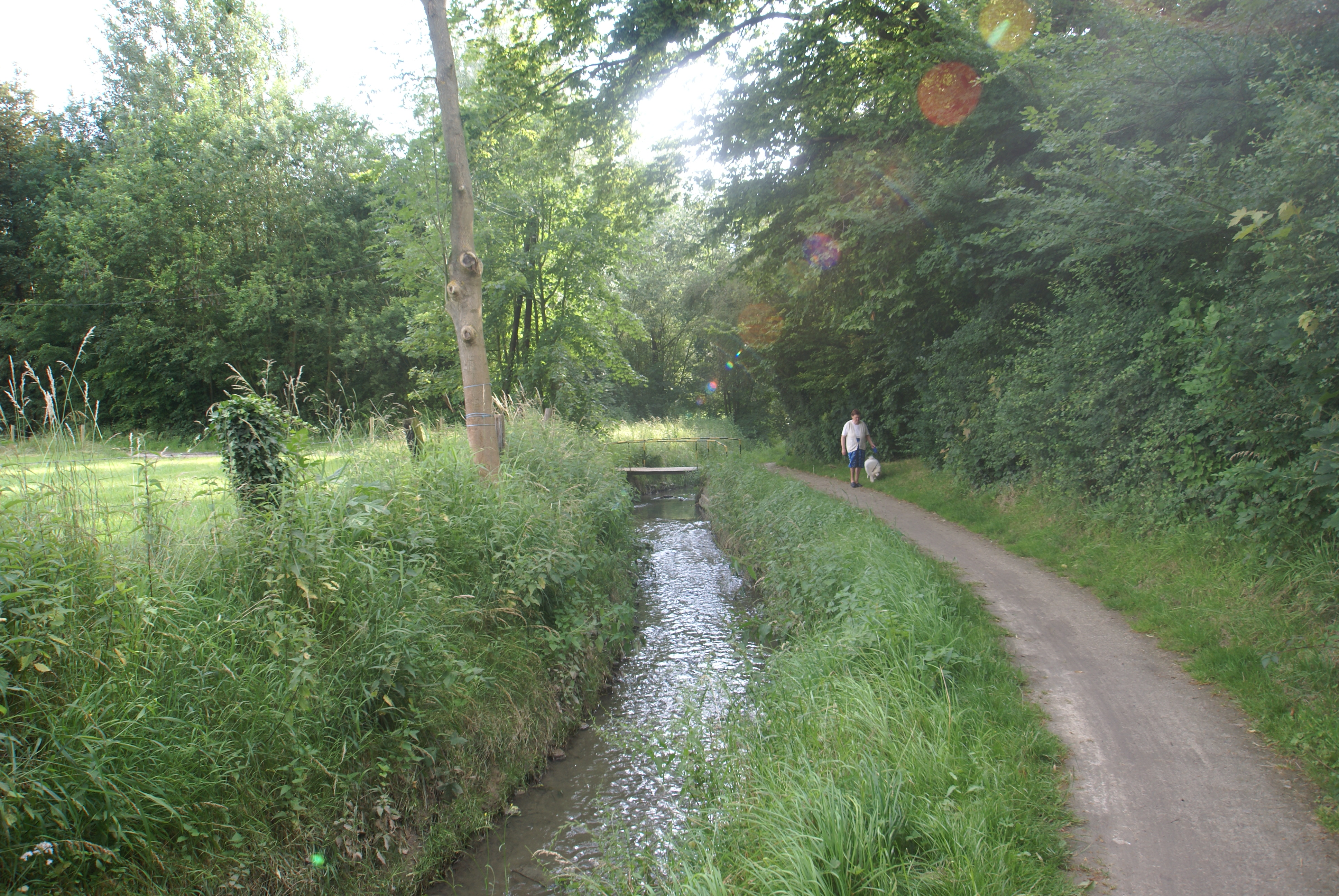
Voer in Vossem
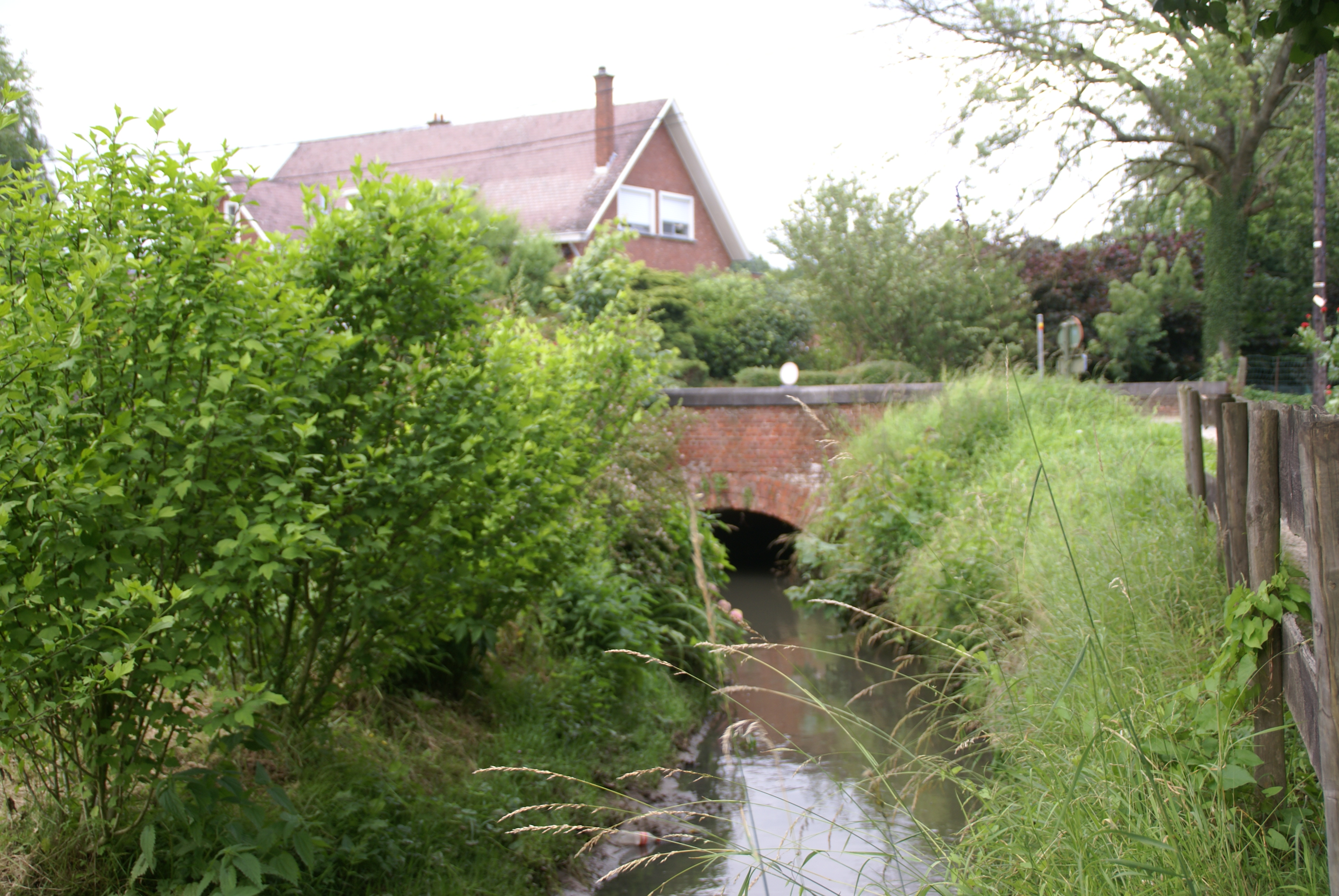
Voer in Leefdaal
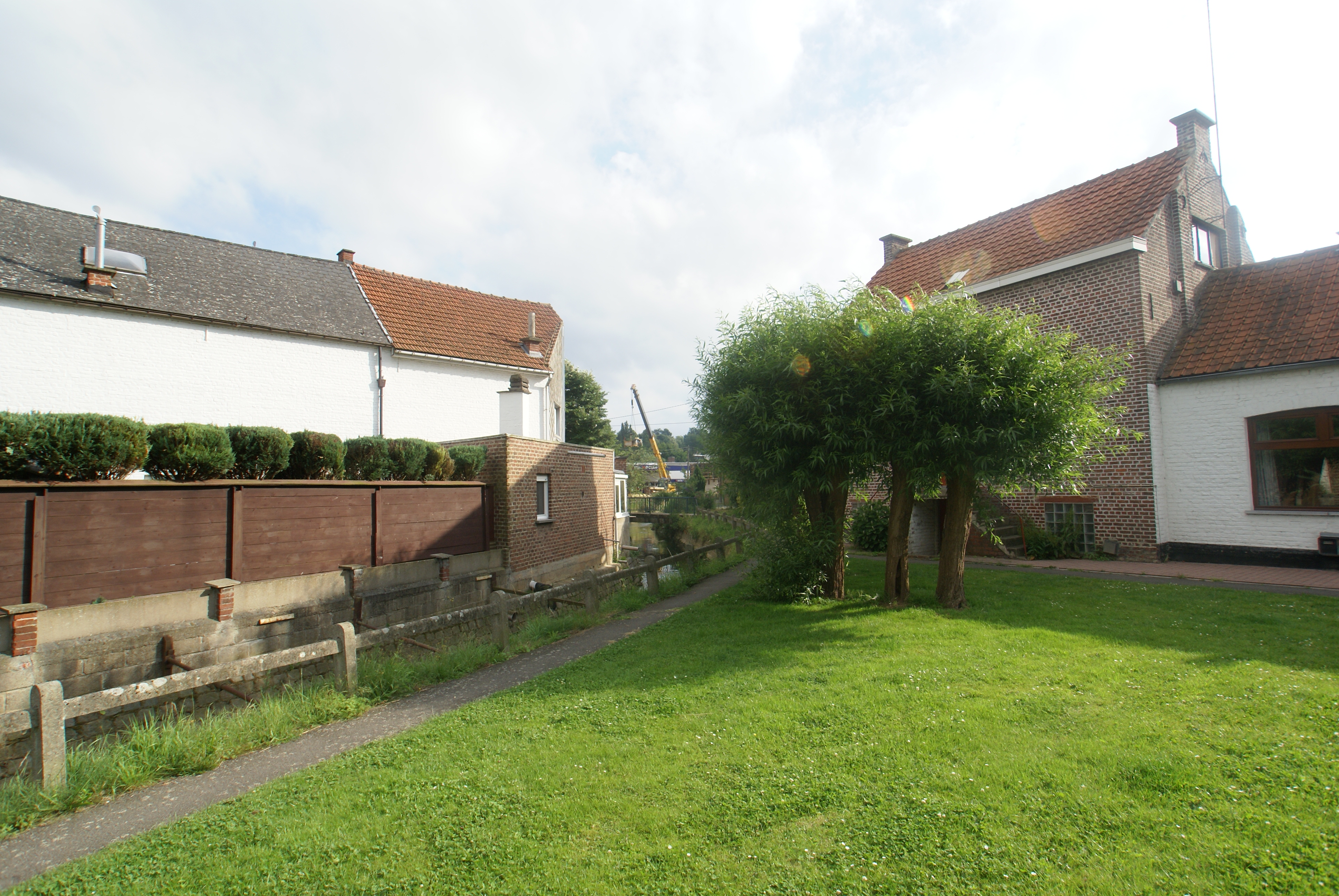
Voer tussen Leefdaal en Bertem
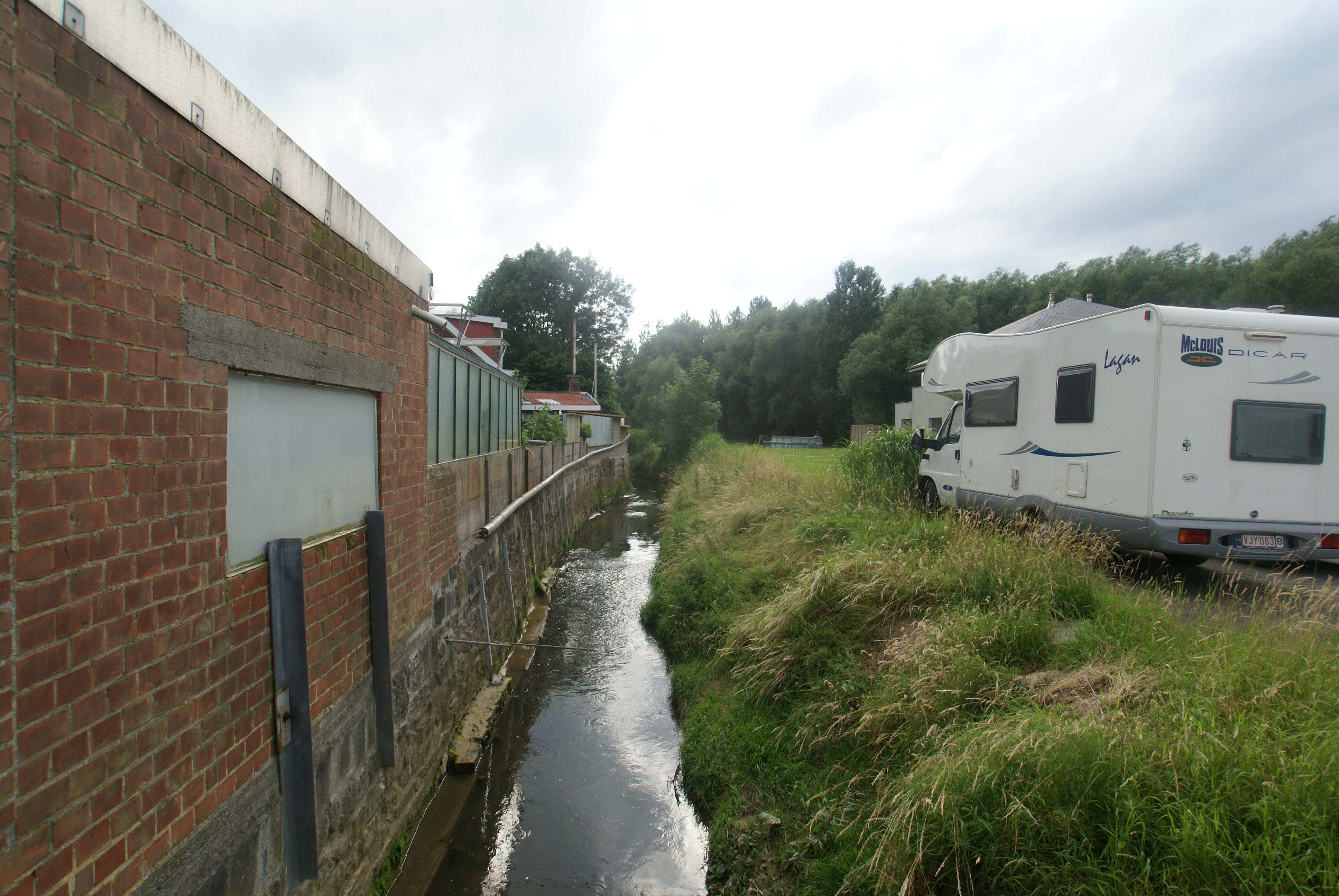
Voer tussen Leefdaal en Bertem (2)
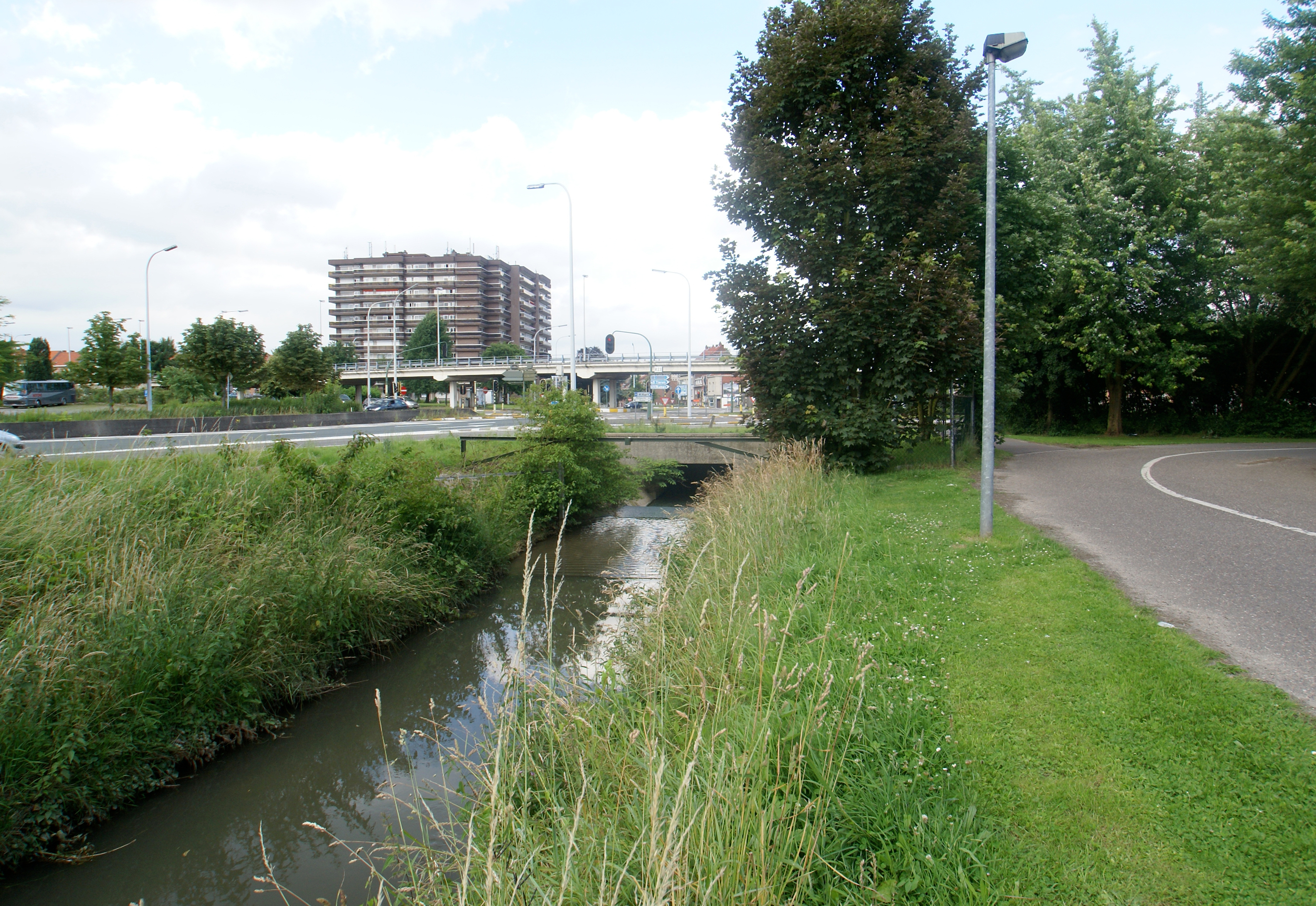
Voer verdwijnt onder de ring van Leuven
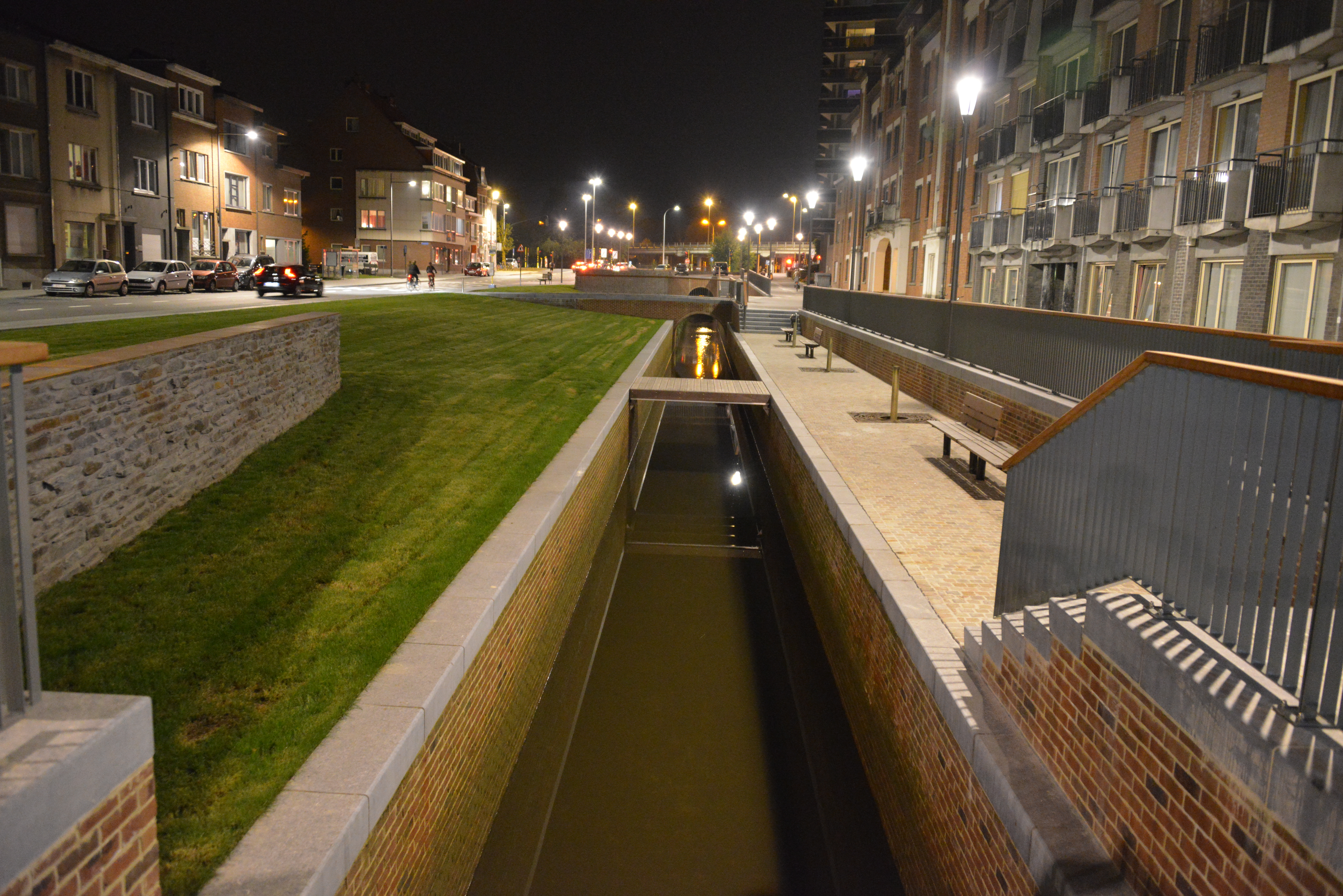
Voer aan de Kapucijnenvoer in Leuven